# 朝倉村 (奈良県)
朝倉村（あさくらむら）は奈良県北西部、磯城郡に属していた村。現在は桜井市の一部。

## 歴史
- 1889年（明治22年）4月1日 - 町村制の施行により、式上郡黒崎村, 脇本村, 慈恩寺村, 龍谷村, 岩坂村, 狛村, 笠間村, 安田村が合併し朝倉村が成立。
- 1897年（明治30年）4月1日 - 所属郡が磯城郡に変更。
- 1954年（昭和29年）3月3日 - 安倍村、多武峰村とともに桜井町に編入され、消滅。

## 交通

### 鉄道路線
- 近畿日本鉄道
  - 大阪線
    - 大和朝倉駅